# NGC 4971
NGC 4971 é uma galáxia lenticular (SB0) localizada na direcção da constelação de Coma Berenices. Possui uma declinação de +28° 32' 55" e uma ascensão recta de 13 horas, 06 minutos e 54,9 segundos.
A galáxia NGC 4971 foi descoberta em 23 de Abril de 1865 por Heinrich Louis d'Arrest.